# Ратсей (парафія, Нью-Брансвік)
Ратсей (англ. Rothesay) — парафія в Канаді, у провінції Нью-Брансвік, у складі графства Кінгс.

## Населення
За даними перепису 2016 року, парафія нараховувала 325 осіб, показавши скорочення на 6,3%, порівняно з 2011-м роком. Середня густина населення становила 44,8 осіб/км².
З офіційних мов обидвома одночасно володіли 80 жителів, тільки англійською — 245. Усього 5 осіб вважали рідною мовою не одну з офіційних.
Працездатне населення становило 64% усього населення, усі були зайняті. 90,6% осіб були найманими працівниками, а 9,4% — самозайнятими.

## Клімат
Середня річна температура становить 6°C, середня максимальна – 22,6°C, а середня мінімальна – -13°C. Середня річна кількість опадів – 1 244 мм.
| Клімат поселення                              | Клімат поселення | Клімат поселення | Клімат поселення | Клімат поселення | Клімат поселення | Клімат поселення | Клімат поселення | Клімат поселення | Клімат поселення | Клімат поселення | Клімат поселення | Клімат поселення | Клімат поселення |
| Показник                                      | Січ.             | Лют.             | Бер.             | Квіт.            | Трав.            | Черв.            | Лип.             | Серп.            | Вер.             | Жовт.            | Лист.            | Груд.            |                  |
| Середній максимум, °C                         | −2,51            | −1,44            | 3,47             | 9,47             | 15,36            | 20,42            | 22,56            | 22,48            | 17,84            | 12,27            | 6,83             | 0,08             |                  |
| Середня температура, °C                       | −7,79            | −6,7             | −1,81            | 4,21             | 10,10            | 15,18            | 18,64            | 18,58            | 13,96            | 8,37             | 2,94             | −3,83            |                  |
| Середній мінімум, °C                          | −13,04           | −11,97           | −7,06            | −1,06            | 4,82             | 9,91             | 14,75            | 14,68            | 10,04            | 4,47             | −0,96            | −7,73            |                  |
| Норма опадів, мм                              | 128              | 84               | 112              | 97               | 103              | 91               | 89               | 67               | 107              | 118              | 121              | 127              |                  |
| Середньомісячна швидкість вітру, м/с          | 4.20             | 4.17             | 4.24             | 4.09             | 3.71             | 3.34             | 2.97             | 2.87             | 3.21             | 3.66             | 3.96             | 4.23             |                  |
| Середньомісячна сонячна радіація, кДж/м²·день | 5353             | 8612             | 12290            | 15301            | 18171            | 20170            | 19893            | 17817            | 13400            | 8619             | 5150             | 4194             |                  |
| --------------------------------------------- | ---------------- | ---------------- | ---------------- | ---------------- | ---------------- | ---------------- | ---------------- | ---------------- | ---------------- | ---------------- | ---------------- | ---------------- | ---------------- |
| Джерело:                                      |                  |                  |                  |                  |                  |                  |                  |                  |                  |                  |                  |                  |                  |